# Neopanorpa zebrata
Neopanorpa zebrata är en näbbsländeart som beskrevs av Peter Esben-Petersen 1915. 
Neopanorpa zebrata ingår i släktet Neopanorpa och familjen skorpionsländor. Inga underarter finns listade i Catalogue of Life.